# Elita Harkov
Emma Harvey (nascida em 19 de agosto de 1995) , profissionalmente conhecida como Elita Harkov (também conhecida como Yungelita), é uma cantora, compositora, modelo e atriz canadense. Ela é conhecida principalmente por seu envolvimento como vocalista da banda Elita, que formou com o namorado, Timothy Rypien, em 2018. Desde então, a banda lançou três edições estendidas, uma mixtape e um álbum.
Harkov iniciou sua carreira musical em 2018, quando lançou seu single de estreia, "I Hate Everyone But You". Em 2019, lançou seu primeiro extended play (EP), "Sick Girl". Em 2020, lançou seu segundo EP, "Blood Sucker". Desde então, lançou dois singles subsequentes: "Void" e "So Wet". Elita lançou seu terceiro EP, "Anxiety Angel", em 2021, que incluiu os singles "Sour Switchblade", "Satanic Slumber Party" e "Anxiety Angel". Após um hiato de dois anos, Elita lançou sua mixtape de estreia, "Dysania", e, em 2025, lançou seu álbum de estreia, "Hell Hill".

## Biografia
Emma cresceu em St. John's, Canadá, e teve uma família que a apoiava (seu pai, sua mãe e sua irmã) no que diz respeito às artes. Por vários anos, ela ajudou a produzir os filmes de seu pai e estrelou como personagem principal em muitos deles.
Mais tarde, ela abandonou sua carreira inicial para se tornar uma personalidade online no Tumblr, onde frequentemente publicava vídeos e gifs sensuais. Ela nunca se envolveu em nenhuma das coisas sexuais que mencionou, pois era adolescente na época. Anos depois, ela recebeu críticas negativas online depois que as pessoas descobriram sua página, forçando-a a fechar sua antiga conta do Tumblr. Mais tarde, ela criou uma nova conta e logo se tornou modelo do Instagram.
Por causa de suas muitas experiências passadas interagindo com pessoas online, ela se tornou uma pessoa sensível e introvertida com estranhos. Ela ocasionalmente ainda fala sobre muitos de seus interesses sexuais com seus seguidores e prefere ficar isolada para se "regenerar". Elita gosta de se comunicar com seus fãs, fazendo perguntas em suas postagens, dando dicas de cuidados pessoais e ajudando-os a se sentirem melhor consigo mesmos.
Elita costuma postar fotos suas no Instagram com muitas legendas para tentar interagir com os fãs e conversar com eles. Ela está atualmente em um relacionamento com Timothy Rypien. Ele ajudou a produzir todas as músicas de Elita, lançadas e inéditas, embora ela e a banda também tenham ajudado.

## Carreira

### 2011 - 2016:Atuação
Harkov iniciou sua carreira de atriz no curta-metragem "Adolescente com Opiniões", dirigido por seu pai, Kenneth J. Harvey, interpretando o papel principal.
Em 2014, ela já havia gravado inúmeras músicas, incluindo "Red Stoned Heart" e "I'm 14 and I Hate the World".
Nos anos seguintes, ela atuou em vários curtas-metragens de seu pai, sendo seu último papel como Lucy no piloto da série de TV "Bucky". Em seu Tumblr, ela afirmou que parou porque "não gostava da própria atuação".

### 2018 - 2023:Sick Girl,K-12,Blood Sucker,Anxiety AngeleDysania
Antes de Harkov gravar o material para o que viria a ser seu EP de estreia e mixtape, ela e seu namorado estavam trabalhando no roteiro de um filme, devido ao crescente interesse de Elita por artes cinematográficas. Nessa época, eles também gravaram um cover de "After Hours", dos Velvet Underground.
No final, eles falharam na escrita do roteiro e comporam sua primeira música juntos, "I Hate Everyone But You". Inicialmente sem a intenção de lançar a música, após gravar um teste, eles a lançaram em 2018, dando início às sessões de gravação do EP, Sick Girl, e da mixtape, Dysania. O áudio oficial do single foi publicado originalmente no YouTube em 18 de julho de 2018. Em 19 de agosto de 2018, ela postou o videoclipe oficial da música.
Em 21 de junho de 2019, Elita lançou seu primeiro EP, Sick Girl. O EP é centrado na perspectiva de pessoas em diferentes estados mentais. O EP teve um videoclipe para a música "Introverted", lançado em 19 de julho de 2019.
Melanie Martinez lançou seu filme "K-12" em 6 de setembro de 2019, no qual Harkov interpreta Angelita. O filme foi um sucesso, acumulando mais de 30 milhões de visualizações no YouTube em menos de um mês. Também arrecadou R$ 1.685.260,87 em bilheteria doméstica, ficando em cartaz apenas uma noite. Ela compareceu à estreia junto com Melanie. Foi sua primeira vez atuando em um longa-metragem e seu primeiro papel como atriz desde sua aparição no videoclipe de "Mad Hatter" de Melanie, em 2017. 
Harkov postou em seus stories o anúncio de um novo EP em 15 de dezembro de 2019. Ela disse que o EP já está totalmente escrito, mas só precisa ser gravado. Ela também anunciou que o EP será lançado em algum momento de 2020 e no início do ano. Em 17 de janeiro de 2020, Elita lançou um single intitulado "Void", juntamente com seu respectivo videoclipe. Em 1º de maio, Elita lançou seu segundo EP, Blood Sucker, no YouTube e, alguns dias depois, em todas as plataformas de streaming. A música, "R.I.P.", ganhou um videoclipe, que estreou em 5 de maio.
Em 10 de agosto de 2021, Elita lançou um single intitulado "So Wet", e seu respectivo videoclipe foi lançado em 25 de agosto de 2021.
Elita anunciou um novo EP em 22 de agosto de 2021, por meio de uma publicação no Instagram dizendo "Anxiety Angel chegando neste outono". O primeiro single, "Sour Switchblade", foi lançado em todas as plataformas de streaming em 2 de setembro de 2021. O segundo single a ser lançado, "Satanic Slumber Party", foi anunciado em 1º de outubro e contou com uma prévia na página de Elita no YouTube. 
Em 11 de agosto de 2021, Elita anunciou sua primeira minitour internacional, chamada Anxiety Angel Tour.
Em 21 de outubro de 2021, Elita lançou seu terceiro EP, Anxiety Angel, em todas as plataformas de streaming.
Elita lançou sua mixtape de estreia intitulada "Dysania" em 22 de março de 2023. O lançamento da mixtape deveria ter uma turnê, mas foi cancelado. O primeiro single, "Sleep Paralysis", em 26 de outubro de 2022, seguido por "Mentally Not Here" em 30 de novembro de 2022, o terceiro single, "She Bangs like a Fairy on Acid", em 1º de fevereiro de 2023 e o último single, "It's a Joke", em 1º de março de 2023.

### 2024 - 2025: Hell Hill
Em 30 de janeiro de 2024, Elita anunciou a turnê Elita, que começou em 4 de maio de 2024 e terminou em 22 de maio de 2024. Em 21 de março de 2024, foi anunciado que Elita seria a artista de abertura em alguns shows da turnê internacional de Melanie Martinez, a The Trilogy Tour. Durante a turnê, "Televised Suicide", "Masturbating in a Coffin", "Unidentified Emotion", "Korean Karaoke Bar", "Ego", "Planet Paparazzi" e "Hell Hill" foram tocadas ao vivo.
Em 23 de setembro de 2024, Elita lançou "Masturbating in a Coffin", sendo o single principal de seu álbum de estreia, Hell Hill. Em 4 de dezembro de 2024, Elita compartilhou "Ego" no NTS Live, seguido pelo segundo single oficial, "Korean Karaoke Bar", sendo lançado em 13 de dezembro de 2024. O terceiro single, "Girls on the Internet", foi lançado em 31 de janeiro de 2025. Em 28 de fevereiro, o quarto single, "Planet Paparazzi", foi lançado, a lista de faixas, data de lançamento, nome do álbum e capa foram todos revelados, assim como o álbum inteiro foi acidentalmente vazado pelo gerenciador de Elita. Logo após esse vazamento, Elita discutiu descartar o álbum inteiro, mas acabou desistindo. O quinto e último single foi o lançamento do single promocional "Ego" em 24 de abril de 2025. No dia seguinte, em 25 de abril de 2025, Hell Hill foi lançado. 
Em 15 de abril de 2025, Elita anunciou sua turnê promocional de 2025, Hell Hill. Uma foto do repertório foi publicada, exibindo uma nova música, supostamente de seu segundo álbum sem nome, intitulada Sux to be You. A turnê durou de 17 de junho a 28 de junho, mas o repertório foi presumivelmente descartado, pois um repertório diferente foi tocado, sem a música mencionada.

## Turnês
Artista Principal
- Anxiety Angel Tour
- Australia Tour
- Elita Tour

Ato de abertura
- The Trilogy Tour